# 快訊國際
快訊國際集團有限公司，（除牌當時為0985.HK），曾是香港交易所上市。曾經經營電子業務，後來被趙渡收購。由中國科技取代上市。到現時中科礦業。
主要原因是電話需求過於競爭加劇，使成本不斷增加。

## 連結
- 中科礦業集團有限公司 （页面存档备份，存于）